# Альдеануева-дель-Кодональ
Альдеануева-дель-Кодональ (ісп. Aldeanueva del Codonal) — муніципалітет в Іспанії, у складі автономної спільноти Кастилія-і-Леон, у провінції Сеговія. Населення — 157 осіб (2010).
Муніципалітет розташований на відстані близько 100 км на північний захід від Мадрида, 37 км на північний захід від Сеговії.

## Демографія
Динаміка населення (INE ):